# تایرس وانگ
تایرس وانگ (انگلیسی: Tyrus Wong؛ زاده ۲۵ اکتبر ۱۹۱۰ درگذشت ۳۰ دسامبر ۲۰۱۶) طراح، نقاش، انیماتور، خوشنویس، معلم اخلاق، طراح چاپ سنگی و ظروف سفالین، بادبادکساز و همچنین هنرمند استوری‌برد چینی‌تبار اهل ایالات متحده آمریکا بود. او یکی از پرنفوذترین و تجلیل شده‌ترین هنرمندان آمریکایی قرن بیستم بود.
وانگ همچنین در تولید فیلم‌ها به عنوان تصویرساز مشغول بود و برای شرکت‌های دیزنی و برادران وارنر کار می‌کرد. او معلم اخلاق در مدیریت پیشرفت کار (WPA) بود و همچنین به عنوان یک طراح کارت پستال برای هالمارک کاردز کار کرد. مهمترین کار او تصویرگری در دیزنی در سال ۱۹۴۲برای فیلم بامبی بود که با الهام از هنر دوره دودمان سونگ به انحام رساند. او همچنین در بخش هنری بسیاری از فیلم‌ها به عنوان یک طراح یا هنرمند استوری‌برد کار کرد. مانند شورش بی‌دلیل (۱۹۵۵)، دور دنیا در هشتاد روز (۱۹۵۶)، ریو براوو (۱۹۵۹)، مرد موسیقی (۱۹۶۲)، پی‌تی ۱۰۹ (۱۹۶۳)، مسابقه بزرگ (۱۹۶۵)، کلاه‌سبزها (۱۹۶۸)، این گروه خشن (۱۹۶۹) و آثاری دیگر.
وانگ در اواخر دهه ۱۹۶۰ از صنعت فیلم بازنشسته شد اما کار خود را به عنوان یک هنرمند ادامه داد. او بیشتر وقت خود را صرف طراحی بادبادک می‌کرد. او همچنین به رنگ‌آمیزی و طراحی سرامیک تا دهه ۹۰ می‌پرداخت.

## بزرگداشت
در سال ۲۰۱۵ فیلم مستند تایرس توسط فیلمساز پاملا تام براساس زندگی او ساخته شد.
در ۲۵ اکتبر ۲۰۱۸ جستجوگر گوگل به افتخار ۱۰۸مین سالگرد تولد وانگ در بخش عمده ای از کشورها نشان گوگل دودل خود را به انیمیشنی درباره او تغییر داد.

## درگذشت
وانگ در ۳۰ دسامبر ۲۰۱۶ در سن ۱۰۶ سالگی در سانلد-توهانگا، لس آنجلس، کالیفرنیا درگذشت.